# 马里尼亚克-拉斯克拉尔
马里尼亚克-拉斯克拉尔（法語：Marignac-Lasclares，法語發音：[maʁiɲak lasklaʁ]）是法国上加龙省的一个市镇，属于米雷区。

## 地理
马里尼亚克-拉斯克拉尔（43°18'21"N, 1°5'54"E）面积10.01 平方千米，位于法国奧克西塔尼大區上加龙省，该省份为法国西南部内陆省份，西南端与西班牙接壤，自此顺时针与上比利牛斯省、热尔省、塔恩-加龙省、塔恩省、奥德省和阿列日省接壤。
与马里尼亚克-拉斯克拉尔接壤的市镇（或旧市镇、城区）包括：格拉唐斯、勒富瑟雷、拉菲特维戈尔达讷、圣埃利克斯堡。
马里尼亚克-拉斯克拉尔的时区为UTC+01:00、UTC+02:00（夏令时）。

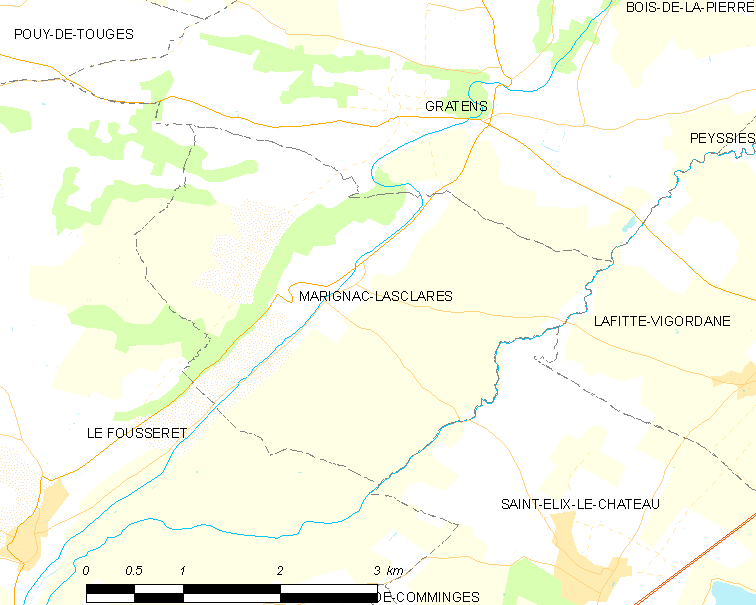
马里尼亚克-拉斯克拉尔的OSM定位图

## 行政
马里尼亚克-拉斯克拉尔的邮政编码为31430，INSEE市镇编码为31317。

## 政治
马里尼亚克-拉斯克拉尔所属的省级选区为卡泽尔县。

## 人口
马里尼亚克-拉斯克拉尔于2022年1月1日时的人口数量为476人。

1962-2008年间马里尼亚克-拉斯克拉尔人口变化图示